# Luís Henrique (football, 1968)
Pour les articles homonymes, voir Luis Henrique.
Luís Henrique Pereira dos Santos, plus connu sous le surnom de Luiz Henrique ou Luís Henrique, né le 20 août 1968 à Jequitaí (Brésil), est un footballeur brésilien, qui évoluait au poste de milieu de terrain  à l'AS Monaco et en équipe du Brésil.

## Biographie
Luiz Henrique a marqué sept buts lors de ses vingt sélections avec l'équipe du Brésil entre 1991 et 1993.

## Carrière
- 1987 : Catuense
- 1987 : Flamengo
- 1988-1990 : Catuense
- 1990-1992 : Bahia
- 1992 : Palmeiras
- 1992-1993 : AS Monaco
- 1994-1997 : Fluminense
- 1998-1999 : Paraná
- 2000-2001 : Veranópolis
- 2001 : Esportivo

## Palmarès

### En équipe nationale
- 20 sélections et 7 buts avec l'équipe du Brésil entre 1991 et 1993.

### Avec Esporte Clube Bahia
- Vainqueur du Championnat de Bahia de football en 1991.

### Avec Fluminense
- Vainqueur du Championnat de Rio de Janeiro de football en 1994.